# Observatorio Gekko
Gekko (nombre original en japonés: 月光天文台; Observatorio de la Luz de Luna) es un observatorio astronómico localizado en la Prefectura de Shizuoka, en Japón. El código IAU para este observatorio es el 888.

## Historia
El observatorio, cuyo nombre en japonés significa Luz de Luna, se fundó en 1957 y es propiedad de la Fundación Internacional para la Armonía Cultural.
Entre 1987 y 2000, los astrónomos Yoshiaki Oshima y Tetsuo Kagawa descubrieron 172 planetas menores desde allí. En 2000, este observatorio estaba clasificado con el número 40 en el mundo por el número total de asteroides descubiertos.

## Eponimia
- El asteroide (4261) Gekko lleva este nombre en su honor.[3]